# Añe
Pour les articles homonymes, voir Âne (homonymie).
Añe est une commune de la province de Ségovie dans la communauté autonome de Castille-et-León en Espagne.